# Pagayer River
Der Pagayer River ist ein Fluss im Westen von Dominica in den Parishes Saint Paul und Saint Joseph.

## Geographie
Der Pagayer River entspringt mit zwei Quellbächen auf der Hochebene nordwestlich des Morne Trois Pitons bei Harris Soltoun Estate, in der Nähe des Warner River und auf der gegenüberliegenden Seite der Wasserscheide zum Belfast River. Er verläuft nach Nordosten durch Leeonce David und Pagayer, wo er von Westen und links noch kleine Zuflüsse aus dem Morne Couronne erhält. An einem von dessen Nordöstlichen Ausläufern entspringt auch der Bach, der die Spanny Falls (Penrice Falls) bildet und bei Chapara (Fond Zombie) in den Pagayer mündet, kurz bevor dieser selbst in den Layou River mündet.